# Parco nazionale della Serra do Gandarela
Il parco nazionale della Serra do Gandarela (in lingua portoghese Parque Nacional da Serra do Gandarela) è un parco nazionale nello Stato di Minas Gerais in Brasile.
Protegge una regione montuosa ricoperta da un residuo di foresta atlantica che è fonte importante di acqua per la città di Belo Horizonte.

## Storia

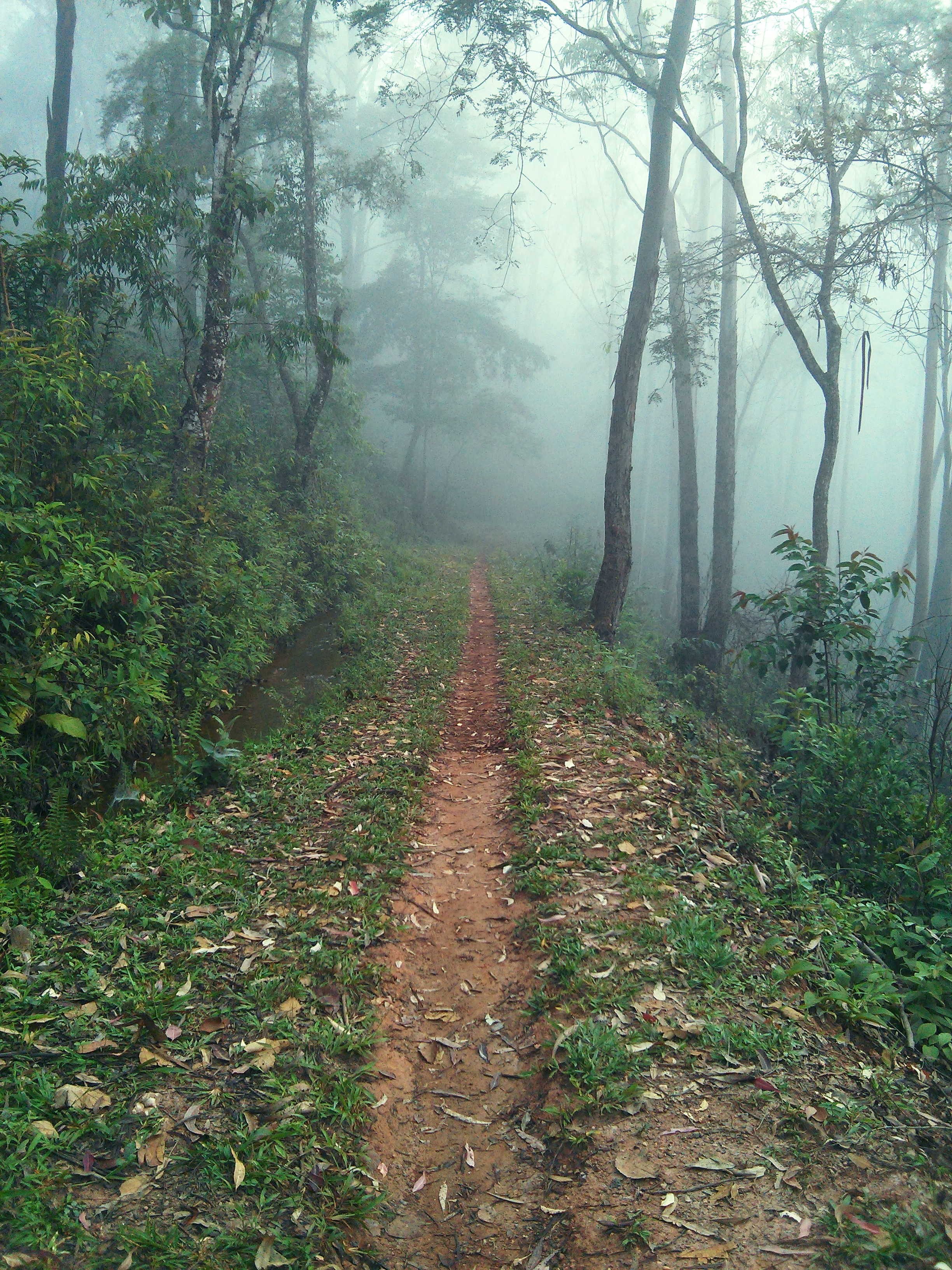
La foresta vicino a Nova Lima

Su richiesta di un certo numero di organizzazioni civili, l'Istituto Chico Mendes per la conservazione della biodiversità (ICMBio) preparò una proposta per la creazione di un parco per proteggere gran parte delle risorse idriche di Belo Horizonte, che erano seriamente minacciate dalla estrazione del minerale di ferro.
La proposta originaria del 2010 prevedeva la protezione di un'area di 38.220 ettari, ma venne ridotta prima della creazione del parco. Il 10 aprile 2012 iniziarono le consultazioni pubbliche sulla creazione del parco.
Il parco venne creato con decreto federale del 13 ottobre 2014. Il decreto aggiunse oltre 30.000 ettari alla Riserva estrattiva del Médio Juruá in Amazzonia e creò il parco nazionale di Guaricana nello Stato del Paraná e la Riserva di sviluppo sostenibile di Nascentes Geraizeiras in quello di Minas Gerais. Il parco nazionale è classificato come area protetta di categoria II (parco nazionale). Lo scopo è quello di preservare campioni del patrimonio biologico, geologico, speleologico e idrologico associati con le formazioni del Quadrilatero ferrífero, tra prati alpini, resti di foreste semi-decidue, aree di ricarica acquifera e il paesaggio di montagne, altopiani, fiumi, cascate e vegetazione naturale.
I confini del parco non soddisfacevano le richieste delle organizzazioni sociali che erano state consultate, in quanto non proteggevano completamente le formazioni geologiche che contengono le falde acquifere di approvvigionamento idrico. 
L'area per l'estrazione di minerale ferroso del valore di 4 miliardi di Real di proprietà dell'azienda Vale 
venne esclusa. 
Invece, il parco includeva aree tradizionalmente utilizzate dalle comunità circostanti, causando potenziale conflitto. Roberto Vizentin, presidente dell'ICMBio, difese la riduzione da 38.200 a 31.200 ettari e l'elevato rischio di inquinamento da parte delle miniere, quale necessario compromesso dato il basso indice di sviluppo umano della regione.

## Territorio
La Serra do Gandarela è una riserva naturale ubicata a circa 40 km da Belo Horizonte. Il parco nazionale della Serra do Gandarela copre una parte delle municipalità di Caeté (2,37%), Itabirito (10,01%), Mariana (0,23%), Nova Lima (1,99%), Ouro Preto (9,91%), Raposos (10,8%), Rio Acima (19,46%) e Santa Bárbara (45,22%) nello Stato di Minas Gerais.
Parte del parco si trova nella regione metropolitana di Belo Horizonte. Il parco copre un'area di 31.270,83 ettari.
Il parco si trova nella zona della foresta atlantica e detiene il più grande residuo intatto di foresta atlantica del Minas Gerais, per lo più in condizioni eccellenti. Le acque della Serra do Gandarela alimentano i bacini del fiume Das Velhas, un affluente del São Francisco, del Piracicaba e del Doce. Il Das Velhas fornisce oltre il 60% dell'acqua consumata a Belo Horizonte e il 45% di quella della regione metropolitana. L'acqua è pulita e richiede solo un piccolo trattamento. La Serra do Gandarela contiene oltre 100 grotte. Alcune contengono specie uniche e altre siti archeologici.

## Flora

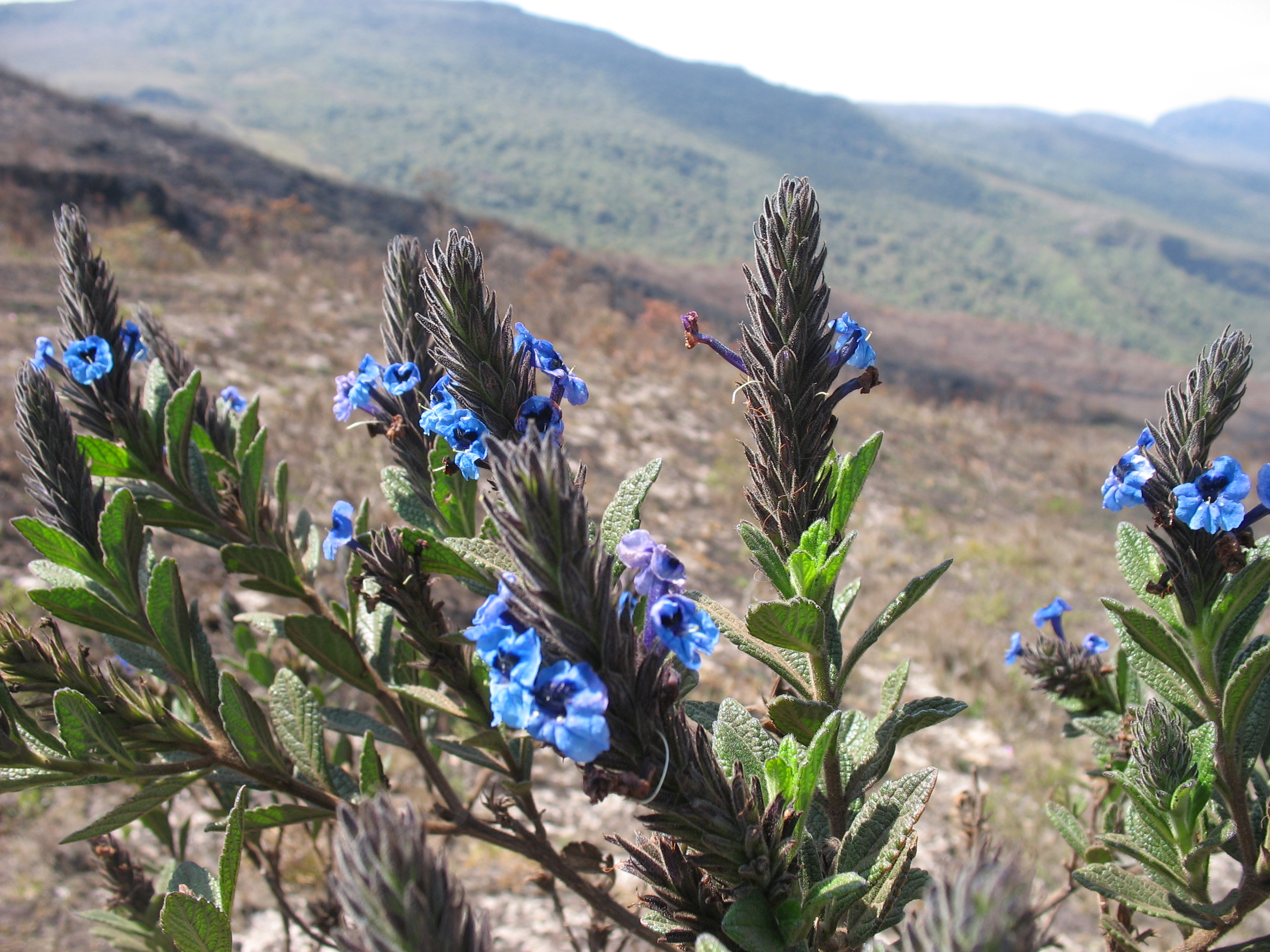
Stachytarpheta ajugifolia

La vegetazione comprende forme di vegetazione tipica delle aree rocciose, di graminacee, savane e foreste, il tutto in buono stato di conservazione.
Tra le piante presenti meritano una menzione: il palissandro brasiliano Dalbergia nigra, specie classificata dalla IUCN come vulnerabile, l'orchidea Gomesa warmingii e inoltre  Ocotea odorifera (Lauraceae), Melanoxylon brauna (Fabaceae) e Lychnophora ericoides (Asteraceae).

## Fauna

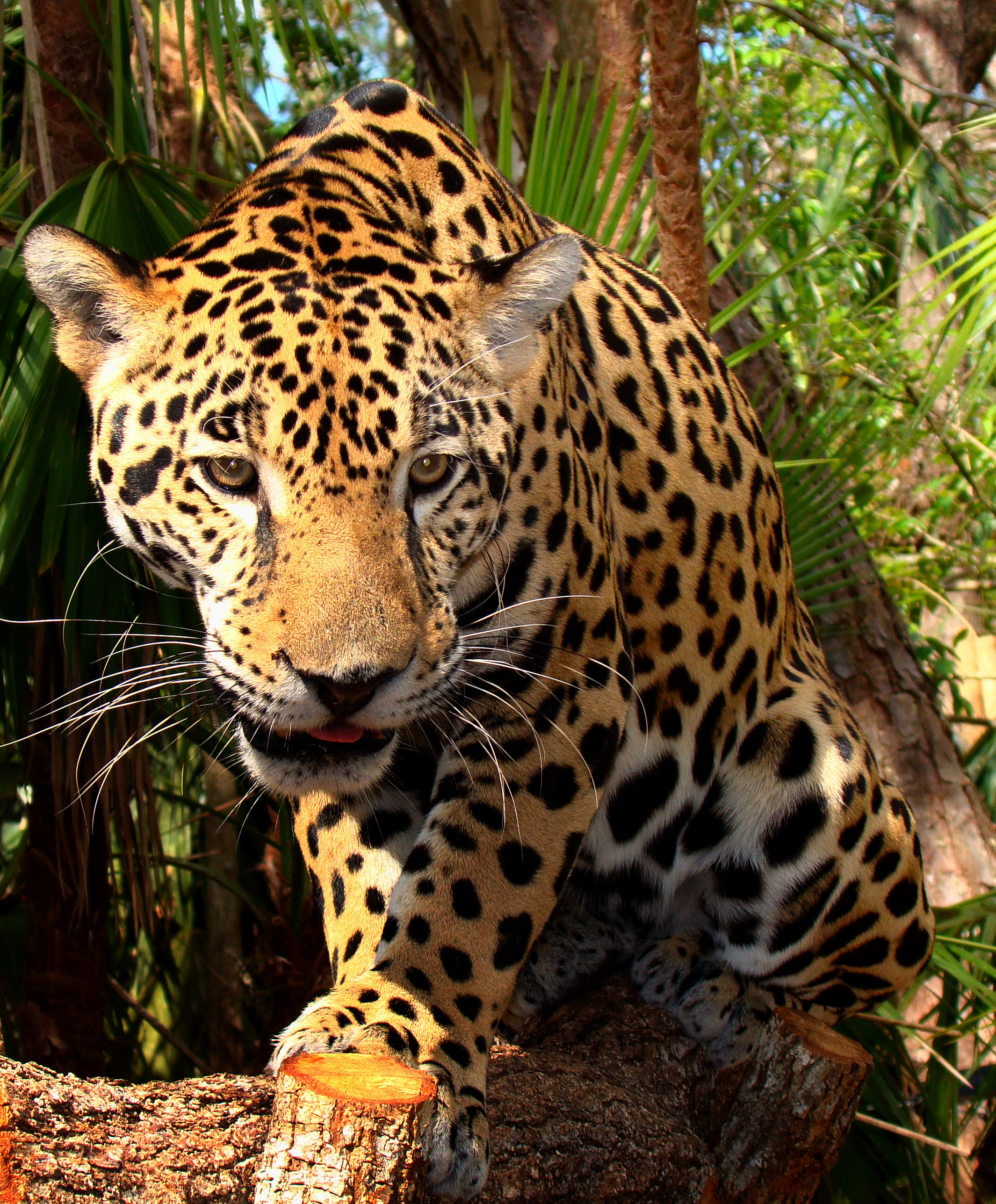
Il giaguaro popola il parco nazionale della Serra do Gandarela.

Il Quadrilátero Ferrífero, nel quale è ubicato il parco, è una regione di transizione tra le ecoregioni della Mata Atlantica e del Cerrado, il che contribuisce ad accrescere la biodiversità per la sovrapposizione delle specie delle due biomasse.
Tra le specie che vivono nel parcoː l'aquila chaco (Harpyhaliaetus coronatus), il Poospiza cinerea, il puma (Puma concolor), l'aluatta bruna (Alouatta guariba), il tayra (Eira barbara), il margay (Leopardus wiedii), il pecari dal collare (Pecari tajacu), il giaguaro (Panthera onca), il callicebo mascherato (Callicebus personatus), il crisocione (Chrysocyon brachyurus), il tamandua meridionale (Tamandua tetradactyla) e l'armadillo a sette fasce (Dasypus septemcinctus).